# Дики (округ)
Округ Дики (англ. Dickey County) располагается в штате Северная Дакота, США. Официально образован в 1881 году. По состоянию на 2013 год, численность населения составляла 5248 человек.

## География
По данным Бюро переписи США, общая площадь округа равняется 2 957,783 км2, из которых 2 929,293 км2 — суша, и 11,000 км2, или 0,930 % — это водоёмы.

## Население
По данным переписи населения 2000 года в округе проживает 5757 жителей в составе 2283 домашних хозяйств и 1499 семей. Плотность населения составляет 2,00 человека на км2. На территории округа насчитывается 2 656 жилых строений, при плотности застройки около 1,00-го строения на км2. Расовый состав населения: белые — 97,78 %, афроамериканцы — 0,10 %, коренные американцы (индейцы) — 0,35 %, азиаты — 0,50 %, гавайцы — 0,00 %, представители других рас — 0,56 %, представители двух или более рас — 0,71 %. Испаноязычные составляли 1,35 % населения независимо от расы.
В составе 27,90 % из общего числа домашних хозяйств проживают дети в возрасте до 18 лет, 58,00 % домашних хозяйств представляют собой супружеские пары, проживающие вместе, 4,90 % домашних хозяйств представляют собой одиноких женщин без супруга, 34,30 % домашних хозяйств не имеют отношения к семьям, 32,00 % домашних хозяйств состоят из одного человека, 17,60 % домашних хозяйств состоят из престарелых (65 лет и старше), проживающих в одиночестве. Средний размер домашнего хозяйства составляет 2,36 человека, и средний размер семьи 2,99 человека.
Возрастной состав округа: 23,80 % — моложе 18 лет, 10,20 % — от 18 до 24, 22,50 % — от 25 до 44, 22,20 % — от 45 до 64, и 22,20 % — от 65 и старше. Средний возраст жителя округа — 41 год. На каждые 100 женщин приходится 97,20 мужчин. На каждые 100 женщин старше 18 лет приходится 92,50 мужчин.
Средний доход на домохозяйство в округе составлял 29 231 USD, на семью — 36 682 USD. Среднестатистический заработок мужчины был 26 914 USD против 15 668 USD для женщины. Доход на душу населения составлял 15 846 USD. Около 11,60 % семей и 14,80 % общего населения находились ниже черты бедности, в том числе — 20,40 % молодежи (тех, кому ещё не исполнилось 18 лет) и 10,80 % тех, кому было уже больше 65 лет.